# Ewangeliczny Związek Braterski w RP
Ewangeliczny Związek Braterski w RP – związek wyznaniowy działający na terenie Polski od 1986 roku, w tym też roku został zarejestrowany. 31 stycznia 1990 został wpisany do rejestru Kościołów i innych związków wyznaniowych w dziale A, pod numerem 23. Jego zwierzchnikiem jest Przewodniczący Rady Starszych Ludwik Skworcz. 
Związek ma swoją siedzibę w Szczecinku.

## Historia
Ewangeliczny Związek Braterski (niem. Evangelischer Brüderverein) powstał w 1909 i został założony przez Fritza Bergera, który pozostawał wcześniej jednym z pracowników placówki Międzynarodowego Błękitne Krzyża, prowadzonej przez Kościół Ewangelicko-Reformowany i w 1899 przeżył nowe narodzenie. Berger rozpoczął prowadzenie działań ewangelizacyjnych, podczas których ogłaszał wyzwolenie od grzechów i zwycięstwo Jezusa w życiu chrześcijan, jak również zachęcał do naśladowania Chrystusa oraz studiowania Pisma Świętego. 
Na początku nabożeństwa odbywały się w mieszkaniach prywatnych, a większe ewangelizacje prowadzono w wynajętych na ten cel salach. Następnie przystąpiono do budowy lub zakupu obiektów, gdzie urządzone zostały domy modlitwy, co nastąpiło w wyniku powstawania nowych zborów Związku. Dział on początkowo tylko w kantonie Berno, obejmując później kolejne kantony, a w latach 30. XX wspólnoty rozpoczęły powstawać także na terenie południowych Niemiec. Z biegiem czasu zbory uruchomione zostały w Wielkiej Brytanii, Austrii, Rumunii, Australii, na terenie Ameryki Południowej i Afryki oraz w Kanadzie i Papui-Nowej Gwinei.
W 1981 w Sanatorium Światowej Rady Kościołów w Locarno przebywał kaznodzieja Zjednoczonego Kościoła Ewangelicznego w PRL, Ludwik Skworcz, skierowany tam na wypoczynek po przebytej chorobie nowotworowej przez Radę ZKE. Podczas pobytu w sanatorium skontaktował się ze szwajcarską rodziną, od której otrzymał w Polsce paczkę stanowiącą część transportu z pomocą charytatywną od Ewangelicznego Związku Braterskiego. Spędził u nich również ostatnie dni swojego pobytu w Szwajcarii, uczestnicząc też w kilku nabożeństwach Ewangelicznego Związku Braterskiego. 
Skworcz wyjeżdżał następnie do Szwajcarii, gdzie pozostawał zatrudniony w hospicjum w okolicy Aarau. Dzięki środkom pozyskanym z wynagrodzenia za pracę oraz dotacji ze Stanów Zjednoczonych dokonał zakupu nieruchomości stanowiącej część budynku w Szczecinku, gdzie utworzona została siedziba Ewangelicznego Związku Braterskiego w Polsce wraz z domem modlitwy. Następnie obiekt został wykupiony w całości. Powstało również kilka nowych zborów EZB na terenie Pomorza Zachodniego.
W 1986 Ludwik Skworcz razem ze współpracownikami złożył wniosek o rejestrację Ewangelicznego Związku Braterskiego w Urzędzie do Spraw Wyznań. 12 listopada 1987 pozyskane zostało zezwolenie na prowadzenie działalności ewangelicznej na całym obszarze Polski. Następnie dokonano zakupu kolejnych nieruchomości w kilku miastach kraju, dzięki czemu powstały nowe domy modlitwy w Białogardzie, Poznaniu, Barwicach, Turku i Kołobrzegu. Budynek w Kołobrzegu wykorzystywany jest w okresie wakacyjnym jako Dom Szkoleniowo-Wypoczynkowy, gdzie odbywają się turnusy dla dzieci, młodzieży oraz rodzin. Ponadto w okresie 1987–1992 Związek rozdystrybuował ponad 20 tys. egzemplarzy literatury religijnej, przede wszystkim Biblii.
W latach 90. XX wieku Ewangeliczny Związek Braterski aktywnie angażował się w pracę na terenie ośrodków prowadzonych przez Monar, a także pośród osób w kryzysie bezdomności z problemem alkoholowym oraz byłych osadzonych zwolnionych z zakładów karnych, dzięki czemu został nagrodzony złotym medalem przyznanym przez władze województwa koszalińskiego.
Od 2012 zbory lokalne wchodzące w skład Związku posługują się nazwą „Ewangeliczny Kościół Chrystusowy”.

## Doktryna
Ewangeliczny Związek Braterski przyjmuje zasady Soli Deo (tylko Bóg), Sola scriptura (Pismo Święte jako jedyny wykładnik wiary i moralności) oraz Sola gratia (zbawienie jest osiągalne jedynie z łaski przez wiarę). Wyznaje wiarę w Trójcę Świętą, a także narodzenie, życie i śmierć Jezusa w celu zbawienia ludzkości oraz usprawiedliwienie wierzących dzięki jego zmartwychwstaniu. Wierzy w wniebowstąpienie Chrystusa i jego powtórne przyjście, jak również życie wieczne dla wierzących oraz wieczne potępienie niewiernych. Podstawę wiary stanowi nauka apostolska zawarta w Piśmie Świętym. 
Wierni nazywają siebie dziećmi Bożymi, braćmi i siostrami. Istnieją urzędy prezbiterów, ewangelistów i kaznodziejów. 
Kościół powszechny rozumiany jest jako społeczność duchową wszystkich wierzących, bez względu na ich przynależność wyznaniową, rasę, czy narodowość, będących własnością Jezusa i należących do Kościoła, którego jest on głową. 
Praktykowane są obrzędy, taki jak chrzest w wieku świadomym przez zanurzenie, Wieczerza Pańska pod dwiema postaciami, błogosławieństwo małżonków oraz dzieci, pogrzeb chrześcijański, nabożeństwa i ewangelizacje.
Wierni powinni stosować biblijne zasady odnoszące się do ich wyglądu zewnętrznego. 

## Zbory
- Ewangeliczny Kościół Chrystusowy w Białogardzie[8]
- Ewangeliczny Kościół Chrystusowy w Bornem Sulinowie[8]
- Ewangeliczny Kościół Chrystusowy w Chojnicach[8]
- Ewangeliczny Kościół Chrystusowy w Kołobrzegu[8]
- Ewangeliczny Kościół Chrystusowy w Kutnie[8]
- Ewangeliczny Kościół Chrystusowy w Pile[8]
- Ewangeliczny Kościół Chrystusowy w Sosnowcu[8]
- Ewangeliczny Kościół Chrystusowy w Szczecinku[8]
- Ewangeliczny Kościół Chrystusowy w Wałczu[8]

## Statystyki

### Dane według statystycznych ankiet wyznaniowych
| Rok  | Liczba wiernych | Liczba zborów | Liczba domów modlitwy | Liczba duchownych |
| ---- | --------------- | ------------- | --------------------- | ----------------- |
| 1989 | 320             | 24            | 9                     | 18                |
| 1990 | 370             | 24            | 9                     | 18                |
| 1991 | 430             | 25            | 8                     | 23                |
| 1992 | 420             |               | 7                     | 19                |
| 1994 | 760             | 23            | 8                     | 21                |
| 1995 | 760             | 24            | 8                     | 21                |
| 1996 | 540             | 30            | 6                     | 21                |
| 1998 | 535             | 27            |                       | 25                |
| 2000 | 522             | 30            | 10                    | 25                |
| 2001 | 360             | 26            |                       | 24                |
| 2003 | 375             | 22            |                       | 18                |
| 2004 | 300             | 21            |                       | 16                |
| 2005 | 450             | 24            | 13                    | 21                |
| 2006 | 450             | 24            | 15                    | 21                |
| 2007 | 480             | 26            | 16                    | 18                |
| 2008 | 530             | 25            | 15                    | 19                |
| 2009 | 530             | 23            | 17                    | 18                |
| 2010 | 590             | 25            | 19                    | 19                |
| 2011 | 630             | 25            | 20                    | 19                |
| 2012 | 600             | 25            | 18                    | 18                |
| 2013 | 560             | 19            | 14                    | 15                |
| 2014 | 580             | 23            | 16                    | 15                |
| 2015 | 650             | 23            | 18                    | 17                |
| 2016 | 530             | 21            | 19                    | 15                |
| 2017 | 550             | 17            | 18                    | 13                |
| 2018 | 490             | 18            | 18                    | 17                |
| 2019 | 420             | 15            | 15                    | 12                |
| 2020 | 447             | 16            | 16                    | 15                |
| 2021 | 490             | 16            | 17                    | 16                |
| 2022 | 540             | 18            |                       | 17                |
| 2023 | 560             | 17            |                       | 17                |
| 2024 | 480             | 15            |                       | 14                |

### Dane według wyników spisów powszechnych
| Spis powszechny               | Liczba deklaracji |
| ----------------------------- | ----------------- |
| Narodowy Spis Powszechny 2011 | 1–99              |
| Narodowy Spis Powszechny 2021 | 160               |